# (2423) Ibarruri
(2423) Ibarruri es un asteroide que forma parte del grupo de los asteroides que cruzan la órbita de Marte y fue descubierto por Liudmila Vasílievna Zhuravliova el 14 de julio de 1972 desde el Observatorio Astrofísico de Crimea, en Naúchni.

## Designación y nombre
Ibarruri fue designado inicialmente como 1972 NC.
Más adelante se nombró en honor del militar español Rubén Ruiz Ibárruri (1920-1942), muerto en la batalla de Stalingrado.

## Características orbitales
Ibarruri está situado a una distancia media del Sol de 2,188 ua, pudiendo alejarse hasta 2,808 ua y acercarse hasta 1,568 ua. Tiene una excentricidad de 0,2832 y una inclinación orbital de 4,057 grados. Emplea 1182 días en completar una órbita alrededor del Sol.

## Características físicas
La magnitud absoluta de Ibarruri es 13,3 y el periodo de rotación de 139,8 horas. Está asignado al tipo espectral A de la clasificación SMASSII.